# ビバモール和泉中央
ビバモール和泉中央（ビバモールいずみちゅうおう）は、大阪府和泉市唐国町に所在するショッピングセンターである。ホームセンター・スーパービバホームを核店舗として2棟の建物に分かれ、15店舗が出店している。近畿地区では6店舗目、専門店が出店するモール施設としては2店舗目となる。テナントリーシングは株式会社オーク計画研究所。

2016年（平成28年）02月27日開業。

## 概要

### 施設概要
- 以下の2棟に分かれている。
  - スーパービバホーム棟：ホームセンターとスーパーマーケットなど。
  - テナント棟

### 都市計画
- 用途地域

地域一帯は準工業地域に指定されている。準工業地域は、主として軽工業施設や小規模な工場、サービス施設などの立地を目的とした用途地域であるが、一定の規模や性質によっては住宅や商業施設も設置することが認められる場合がある。この地域指定は、土地利用計画に基づき、周囲の環境への配慮と調和を図りながら設定されている。
- 地区計画

当該地域は、地区計画に基づき、「沿道サービス地区」および「流通サービス地区」に指定されている。沿道サービス地区は主に道路沿いにサービス業や商業施設を配置することで利便性を向上させることを目的としており、流通サービス地区は流通関連施設や物流拠点の集積を促進し、効率的な物資の流れを支援することを目的としている。これらの指定は、地域の特性や計画的な土地利用方針を踏まえて設定されている。

## テナント

### スーパービバホーム棟
1Fホームセンターフロア
- スーパービバホーム
- ビバペッツ
- プラスワン - 靴修理・合カギ

2Fテナントフロア
- ロピア
- AOKI'
- ゴルフ5
- スポーツデポ

### テナント棟
- 産直市場よってって
- Seria
- トミオカ体操スクール和泉中央校
- ホットヨガスタジオLAVE
- POLA THE BEAUTY
- JoyPark - アミューズメント
- BeautyColorPlus
- JJコレクション - ブランド貴金属買取

## 交通アクセス
- 南海泉北線和泉中央駅から南海バス（寺門線、テクノステージ線、和泉中央線、東ヶ丘線、山直線）「唐国南」下車、徒歩約15分[8]。